# Anaconda (инсталлятор)
Anaconda — инсталлятор, используемый в Red Hat Enterprise Linux, Fedora, CentOS и других операционных системах.
Написан на языках C и Python. Имеет текстовый (python-newt) и графический интерфейс (PyGTK).
Есть возможность устанавливать пакеты из любого пользовательского Yum — совместимого репозитория.
Для удобства можно использовать файл kickstart, чтобы автоматизировать и облегчить инсталляцию системы, в том числе и на большое количество компьютеров.
Имеется поддержка установки с локальных или удалённых источников, таких, как CD/DVD, готовый образ на жёстком диске, NFS, HTTP и FTP; поддерживает установку с использованием новой версии IP-протокола IPv6.
Позволяет изменять размер существующих разделов на этапе установки.

## Автоматическая установка
Anaconda позволяет производить автоматическую, так называемую kickstart, установку с использованием подготовленного файла ответов.